# Хайнрих I фон Нойенбаумбург
Хайнрих I фон Нойенбаумбург (на немски: Heinrich I von Neuenbaumberg; * пр. 1242; † 19 октомври 1261) е рауграф на Нойенбаумбург (в Ной-Бамберг, Рейнланд-Пфалц). Той е благородник от югозападната немска територия, който е забъркан в смъртна ревностна драма, която в различни версии влиза в немската Сага.

## Произход
Той е син на Рупрехт I († пр. 1242), рауграф на Алтенбаумберг, Зимерн и Волщайн, и съпругата му графиня Хедвиг фон Еберщайн († сл. 1248), дъщеря на граф Еберхард III фон Еберщайн († пр. 1219) и графиня Кунигунда фон Андекс († сл. 1207). Внук е на рауграф Емих II фон Баумберг († сл. 1201) и правнук на граф Емих I фон Наумбург/Нойенбург и праправнук на граф Емихо I фон Кирбург-Шмидтбург († ок. 1072). Племенник е на Конрад Рауграф († сл. 1230), бащата на рауграф Конрад III фон Щолценберг († сл. 1279). Майка му е сестра на Конрад фон Еберщайн († 1245), епископ на Шпайер (1237 – 1245). Чрез майка си той е братовчед на Света Хедвиг фон Андекс и на унгарската кралица Гертруда, първата съпруга на унгарския крал Андраш II, и на Анна-Мария Унгарска, съпруга на българския цар Иван Асен II. Правнук е на император Хайнрих IV († 1106).
Брат е на Герхард цу Нойенбаумбург († сл. 1293), провост в Шпайер, Еберхард, епископ на Вормс († 1277), рауграф Рупрехт II цу Алтенбаумберг († 1281), Фридрих, епископ на Вормс († 1283), Агнес цу Алтенбаумберг († 1258), омъжена за граф Дитер V фон Катценелнбоген († 1276), и на Кунигунда цу Алтенбаумберг († сл. 1243/сл. 1255), омъжена за Витекинд фон Меренберг († 1259/1264).
Първи братовчед е на Хайнрих фон Лайнинген († 1272), епископ на Вюрцбург и Шпайер, и Бертхолд фон Лайнинген († 1285), епископ на Бамберг, синове на леля му Агнес фон Еберщайн († 1263). Баща е на Емих фон Нойенбаумбург († 1299), епископ на Вормс (1294 – 1299), и дядо на Хайнрих фон Даун, епископ на Вормс (1318 – 1319).
Хайнрих I фон Нойенбаумбург умира на 19 октомври 1261 г. и е погребан в манастир Розентал (Пфалц). Гробната му плоча е запазена. Фамилията на рауграфовете изчезва през 1457 г.

## Фамилия
Хайнрих I фон Нойенбаумбург се жени за Агнес фон Саарбрюкен († сл. 1261), сестра на Хайнрих († 1234), епископ на Вормс, дъщеря на граф Симон II фон Саарбрюкен († сл. 1207) от род Валрамиди и графиня Лиутгард фон Лайнинген († сл. 1239). Те имат децата:
- Кунигунда фон Нойенбаумбург († 25 февруари 1307), омъжена пр. 1271 г. за Вирих II фон Даун († 14 април 1299), родители на Хайнрих фон Даун, епископ на Вормс (1318 – 1319)
- Хайнрих II фон Нойенбаумбург († пр. 1288), рауграф на Нойенбаумбург, женен за Аделхайд фон Сайн († сл. 1309), дъщеря на граф Готфрид I фон Спонхайм-Сайн († 1283) и Юта фон Изенбург, наследничка на Хомбург († 1314/1316)
- Емих фон Нойенбаумбург († 25 юли 1299), епископ на Вормс (1294 – 1299)
- Симон фон Нойенбаумбург († 1287/1292)
- Хайнрих фон Нойенбаумбург († сл. 1286)
- синове († сл. 1285)